# Оушен-Сіті (Вашингтон)
Оушен-Сіті (англ. Ocean City) — переписна місцевість (CDP) в США, в окрузі Ґрейс-Гарбор штату Вашингтон. Населення — 232 особи (2020).

## Географія
Оушен-Сіті розташований за координатами 47°4′57″ пн. ш. 124°9′25″ зх. д. / 47.08250° пн. ш. 124.15694° зх. д. (47.082487, -124.156910).  За даними Бюро перепису населення США в 2010 році переписна місцевість мала площу 8,82 км², з яких 8,64 км² — суходіл та 0,17 км² — водойми.

## Демографія
Згідно з переписом 2010 року, у переписній місцевості мешкало 200 осіб у 100 домогосподарствах у складі 51 родини. Густота населення становила 23 особи/км².  Було 235 помешкань (27/км²).
Расовий склад населення:
| - 80,5 % — білих - 5,0 % — азіатів - 4,5 % — корінних американців - 0,5 % — вихідців з тихоокеанських островів - 0,5 % — чорних або афроамериканців - 6,0 % — осіб інших рас |

До двох чи більше рас належало 3,0 %. Частка іспаномовних становила 5,5 % від усіх жителів.
За віковим діапазоном населення розподілялося таким чином: 12,5 % — особи молодші 18 років, 60,5 % — особи у віці 18—64 років, 27,0 % — особи у віці 65 років та старші. Медіана віку мешканця становила 53,0 року. На 100 осіб жіночої статі у переписній місцевості припадало 106,2 чоловіків;  на 100 жінок у віці від 18 років та старших — 101,1 чоловіків також старших 18 років.
Середній дохід на одне домашнє господарство  становив 31 435 доларів США (медіана — 29 276), а середній дохід на одну сім'ю — 34 300 доларів (медіана — 33 833). 
Цивільне працевлаштоване населення становило 66 осіб. Основні галузі зайнятості: будівництво — 57,6 %, роздрібна торгівля — 22,7 %, мистецтво, розваги та відпочинок — 19,7 %.